# Matteo Capuzzo
Matteo Capuzzo (* 26. Februar 2000 in Triest) ist ein italienischer Handballspieler.

## Hallenhandball
Matteo Capuzzo wechselte 2019 vom slowenischen Erstligisten RK Koper zum Seria-A1-Club (1. Liga) Pallamano Trieste. Er bestritt in der Hinrunde ein Spiel und wurde zur Rückrunde freigestellt.
Capuzo gehörte zum italienischen Aufgebot bei den U18-Handball-Mittelmeermeisterschaften 2017.

## Beachhandball
Capuzzo ist seit der Jugendzeit Nationalspieler Italiens im Beachhandball. Seine erste Teilnahme an einer internationalen Meisterschaft war im Rahmen der Jugend-Europameisterschaften 2016 (U16) in Nazaré, Portugal, wo er mit seiner Mannschaft zunächst alle Vorrundenspiele und das Viertelfinale gegen Polen gewann. Erst im Halbfinale gegen Portugal musste Italien eine Niederlage hinnehmen, gewann dann abschließend noch einmal gegen Russland das Spiel um die Bronzemedaille. Capuzzo spielte in allen sechs Spielen.
Auch 2017 stand Capuzzo im italienischen Aufgebot für die Jugend-Europameisterschaften (U17) am Jarun-See in Zagreb, Kroatien. Nach zwei Siegen und zwei Niederlagen in der Vorrunde zog Italien in das Viertelfinale gegen Spanien ein, unterlag dort jedoch. Bei den weiteren Platzierungsspielen gewann Italien zuerst gegen Polen, unterlag im abschließenden Spiel um den fünften Platz jedoch Kroatien und wurde Sechster. Capuzzo kam erneut in allen sieben Spielen zum Einsatz und erzielte gegen Rumänien in der Vorrunde zwei Punkte.
2018 folgten die Jugend-Europameisterschaften in Ulcinj, Montenegro. Nach drei Siegen in der Vorrunde verlor Capuzzo mit seinen Italienern das Viertelfinalspiel gegen Kroatien. Nach einem Sieg über Ungarn und einer Niederlage gegen Russland schloss Italien wie im Vorjahr das Turnier als Sechster ab. Capuzzo kam wieder in allen möglichen sechs Spielen zum Einsatz und erzielte zwei Punkte im ersten Gruppenspiel gegen Montenegro.

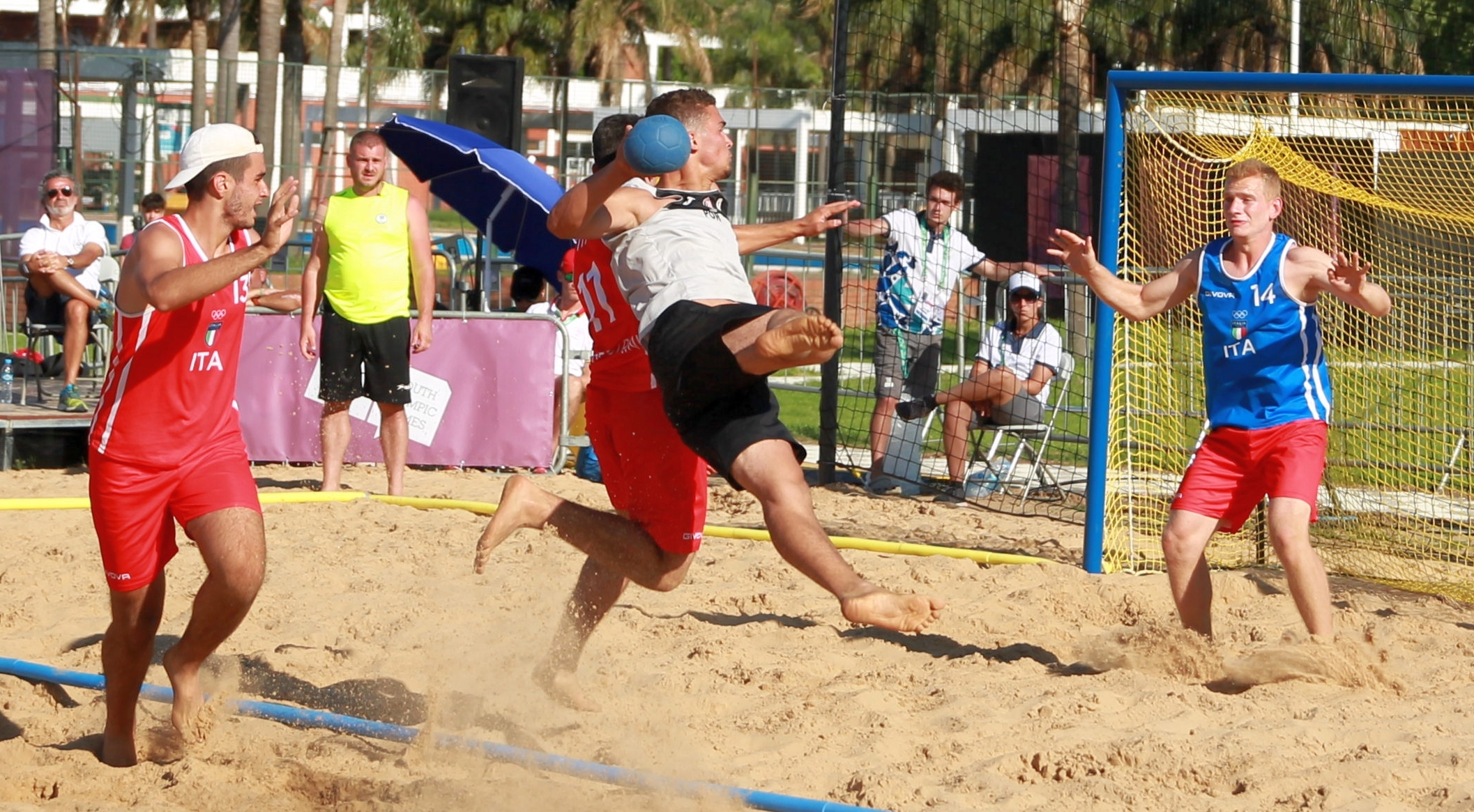
Capuzzo im Vorrundenspiel gegen Portugal: Diogo Ferreira wird beim Torwurf von Davide Campestrini behindert, Giovanni Cabrini kann nur noch zusehen

Höhepunkt und Abschluss der Zeit als Nachwuchsspieler wurden die Olympischen Jugendspiele. Capuzzo startete mit Italien zwar mit zwei deutlichen Siegen gegen Paraguay und Mauritius in die Vorrunde, unterlag danach jedoch in den drei weiteren Spielen gegen Kroatien, Portugal und die Gastgeber aus Argentinien. Damit wurden die Italiener nur vierte der Gruppe und qualifizierten sich nur für die Trostrunde. Hier gelangen zunächst zwei Siege gegen Uruguay und Chinesisch-Taipeh (Taiwan), doch im letzten Spiel um den Gruppensieg unterlag man gegen Venezuela. Die Mannschaft war auch der Gegner im abschließenden Platzierungsspiel um den siebten Platz. Hier unterlag Italien erneut, in der Addition beider Sätze mit dem identischen Resultat wie schon im Spiel zuvor. Capuzzo erzielte gegen Mauritius zwei Punkte und hielt mehr als 30 % der gegnerischen Würfe. Gegen Portugal hielt er sogar 40 % der gegnerischen Versuche. Gegen Argentinien indes schaffte er es nicht einen gegnerischen Ball zu halten, auch sein Torhüter-Kollege Giovanni Pavani hielt in dem eigentlich recht ausgeglichenen Spiel nur 5 % der Bälle, die auf sein Tor kamen. Auch gegen Taiwan und Venezuela konnte Capuzzo, der häufig im Schatten seines Co-Torhüters stand, nicht einen Ball halten.

## Einzelbelege
1. ↑  https://www.oasport.it/2017/01/pallamano-mediterranean-handball-championship-2017-i-convocati-dellitalia-per-il-torneo-under18/?refresh_ce
2. ↑  European Handball Federation - 2016 Men's ECh Beach Handball 16 / Final Tournament. Abgerufen am 24. Januar 2021 (englisch).
3. ↑  European Handball Federation - 2017 Men's Ech Beach Handball 17 / Final Tournament. Abgerufen am 24. Januar 2021 (englisch).
4. ↑  http://history.eurohandball.com/beach/18/men/2018/match/1/007531/Italy
5. ↑  2018 Summer Youth Olympics Official Result Book Beach handball

| Personendaten    | Personendaten                                    |
| ---------------- | ------------------------------------------------ |
| NAME             | Capuzzo, Matteo                                  |
| KURZBESCHREIBUNG | italienischer Handball- und Beachhandballspieler |
| GEBURTSDATUM     | 25. Februar 2000                                 |
| GEBURTSORT       | Triest                                           |